# Melvin Alvah Traylor
Melvin Alvah Traylor (* 19. Oktober 1878 in Breeding, Kentucky; † 14. Februar 1934 in Chicago, Illinois) war ein US-amerikanischer Rechtsanwalt und Bankier.

## Leben
Traylor war das älteste von sieben Kindern von James Milton Traylor und Kitty Frances Traylor, geborene Harvey. Als Teenager arbeitete er in den Mais- und Tabakfeldern seines Vaters und war Angestellter in einem nahe gelegenen Laden auf dem Land. Im Alter von sechzehn Jahren schrieb sich Traylor an der High School in Columbia, Kentucky, ein, wo er nach vier Monaten Studium ein Lehrzertifikat erhielt. In seiner Freizeit besuchte er Lehrgänge in Rechtswissenschaft. Nach seinem Abschluss nahm er eine Stelle als Lehrer in Leatherwood Creek, Kentucky, an. Im Dezember 1898 zog er nach Hillsboro, Texas und arbeitete als Verkäufer in einem Geschäft. 1901 wurde er als Anwalt in Hillsboro zugelassen und trat 1908 in das Bankwesen ein, als er Vizepräsident der Citizens National Bank von Ballinger wurde. 1909 fusionierte die Bank mit der Ballinger First National Bank und Traylor wurde ihr Präsident. In der Folge leitete er mehrere Banken in den Vereinigten Staaten, wurde 1926 Präsident der American Bankers Association und 1928 der erste Präsident der First Union Trust and Savings Bank, die 1931 unter seiner Führung zur größten Bank Chicagos werden sollte. Er war ein starker Befürworter einer Weltbank und gehörte der amerikanischen Delegation der Konferenz an, die die Bank für Internationalen Zahlungsausgleich ins Leben rief.
Traylor äußerte sich zu den finanziellen Ursachen der Great Depression und erregte nationale Aufmerksamkeit, als er am 21. November 1932 auf dem Cover des Time Magazine erschien. 1932 wurde er als möglicher demokratischer Präsidentschaftskandidat in Betracht gezogen. Trotzdem entschied er sich dagegen, diese Kandidatur weiterzuverfolgen, obwohl er bei den ersten drei Wahlgängen des Kongresses jeweils etwa 40 Stimmen erhielt.
Traylor war Präsident der Shedd Aquarium Society und er war Treuhänder der Newberry Library, der Northwestern University und des Berea College.
Am 8. Juni 1906 heiratete er Dorothy Arnold Yerby. Aus dieser Ehe gingen der Sohn Melvin Alvah Traylor, Jr., ein bekannter Ornithologe. und die Tochter Nancy Frances Traylor hervor.
Er starb im Februar 1934 an den Folgen einer Lungenentzündung.